# Euploea pompilia
Euploea pompilia är en fjärilsart som beskrevs av Hans Fruhstorfer 1910. Euploea pompilia ingår i släktet Euploea och familjen praktfjärilar. Inga underarter finns listade i Catalogue of Life.